# 影裏
『影裏』（えいり）は、作家・沼田真佑による日本の短編小説。第123回文學界新人賞受賞作品として『文學界』2017年5月号に掲載され、2017年7月30日に文藝春秋より単行本が刊行された。本作が沼田真佑のデビュー作となる。また、同作で第157回芥川賞も受賞した。

## 概要
著者である沼田は「最後まで書き上げた作品はこれまでにもあったが、他の人の作品や文体を気にすることもなく自然に書き上げたのはこの作品が初めてだったので出来栄えにはある程度の自信があった」と語っている。なお、本作は高い技巧と洗練された文章とが交差したことにより、人間の心の内面や現代社会が抱えるテーマを巧みに取り入れた“純文学の傑作”との呼び声が高くなっている。

## 登場人物
今野秋一
医療用の医薬を扱う会社に勤めていて、子会社への出向で岩手にやって来た。
日浅典博
今野の岩手での唯一の友人。釣り仲間であり飲み仲間。以前は今野と同じ会社の物流課に勤めていたが転職し、冠婚葬祭の互助会の会社で営業をしている。
井上喜久雄
日浅が初めて契約を得た顧客。その後も懇意にしている。
副嶋和哉
今野の岩手転勤が決まった際に別れた恋人。

## 書評
明治大学文学部准教授で文芸評論家の伊藤氏貴は「一人称でありながら、恋愛感情を含めた主人公の思いはほとんど描かれていないところがこの小説の巧みなところである」とした上で「ただ惜しむらくは主人公がおとなしすぎて、友人の父親の個性があまりに際立ってしまい、終盤における物語をものの見事に奪い取ってしまうところだ」と評した。

## 書誌情報

### 単行本
- 2017年7月28日発売、文藝春秋、ISBN 978-4-16-390728-4[6]

### 文庫本
- 2019年9月3日発売、文春文庫、ISBN 978-4-16-791347-2[7]
  - 単行本未収録の「廃屋の眺め」（「文學界」2017年9月号・受賞後第一作）、「陶片」（「文學界」2019年1月号）を併録。

## 映画
2020年2月14日に公開。監督は大友啓史、主演は綾野剛。主人公である会社員の男性が突然辞めてしまった同僚の足跡を辿りながら、同僚の裏の顔を知っていく過程を描いていく。撮影は全編にわたり原作の舞台である盛岡で行われた。

### キャスト
- 今野秋一：綾野剛
- 日浅典博：松田龍平[10]
- 西山：筒井真理子[9]
- 副島和哉：中村倫也[9]
- 清人：平埜生成
- 日浅征吾：國村隼[9]
- 鈴村早苗：永島暎子
- 日浅馨：安田顕[9]

### スタッフ
- 原作：沼田真佑『影裏』（文春文庫刊）
- 監督：大友啓史
- 脚本：澤井香織
- 音楽：大友良英
- 製作：榧野信治、藤田浩幸、中部嘉人、岩上敦宏、松田美由紀、安部順一
- プロデューサー：五十嵐真志、吉田憲一
- ラインプロデューサー：佐藤幹也
- 撮影：芦澤明子
- 照明：永田英則
- 録音：照井康政
- 美術：杉本亮
- 装飾：渡辺大智
- 編集：早野亮
- VFXスーパーバイザー：小坂一順
- 音楽プロデューサー：和田亨
- 音響効果：勝亦さくら
- ミュージックエディター：佐藤啓
- 助監督：佐野隆英
- スタイリスト：荒木里江
- ヘアメイク：千葉友子
- 宣伝プロデューサー：平下敦子
- 記録：佐山優佳
- 協賛：NTTドコモ、MDS、株式会社 公楽、佐々木皮膚科（盛岡市）、東北銀行、徳清倉庫、南部美人、日産プリンス岩手販売、パーツ産業、ファミリーマート、東北リージョン、ベアレン醸造所、芽吹き屋、岩手阿部製粉、理創生活、わしの尾
- 助成：文化庁文化芸術振興費補助金（映画創造活動支援事業） 独立行政法人日本芸術文化振興会
- 配給：ソニー・ミュージックエンタテインメント
- 配給協力：アニプレックス
- 企画・制作プロダクション：OFFICE Oplus
- 製作：「影裏」製作委員会（テレビ岩手、電通、トライストーン・エンタテイメント、文藝春秋、アニプレックス、OFFICE作、読売新聞、OFFICE Oplus）